# 役藍泉
役 藍泉（えん の らんせん／えき らんせん）は、江戸時代中期の儒学者。徳山藩の藩校である鳴鳳館の第2代教授で、徳山藩学の基礎を築いた人物の一人。本名は島田浄観だが、徳山の修験宗教学院の住職であったことから、宗祖である役小角から「役」の字を取って「役藍泉」、「役観」と称する。孫に島田蕃根がいる。

## 生涯
宝暦元年（1751年）、役赤城の子として徳山に生まれる。
徳山藩の儒学者・国富鳳山や、江戸の芝に塾を開いていた萩藩の儒学者・滝鶴台から古文辞学（徂徠学）を学んだ。また、福岡藩の亀井南冥と親しく交流したことから、藍泉の学問には亀井学の強い影響が見られる。藍泉は博学多才で、平素から「言行」「経済（国を治める道）」「事業（事を成す）」の三綱領をもって自らを戒めていた。
藍泉は詩文に長ずること徳山藩第一と称され、亀井南冥の子である亀井昭陽をはじめとして、諸国から藍泉の名を慕って徳山に学びに来る者が多く、門人からは林正忠、浅見栄三郎、松岡松陵、桜井玉樹、国富彦恭、町田淵、松原融らを輩出した。晩年には頼山陽の父である頼春水や、京都の易学者である皆川淇園とも深く交流している。
藍泉は本城紫巌や青木葵園と共に徳山藩の藩学を興隆させ、徳山藩第7代藩主・毛利就馴によって天明5年（1785年）2月に藩校の鳴鳳館が創立されると、初代教授に就任した本城紫巌と共にその学政を司った。享和3年（1803年）に紫巌が死去すると第2代教授に就任し、文化5年（1808年）には学則を集大成して「徳府学範」一篇を制定した。また、幽蘭社という詩社を立ち上げ、同志と集まって詩文を論じ合った。藍泉の著作としては『藍泉文集』3巻、『藍泉漫筆』、『藍泉一家言』、『大道公論』、『藍泉新語』、『藍泉詩集』等がある。
文化6年（1809年）9月28日に死去し、上田平墓地に葬られた。享年59。

## 評価
- 広瀬淡窓「藍泉は修験なり。修験にして文辞ある者古今なし。藍泉一人なり。亀井父子極めてこの人を重んず。昭陽少年のとき山陽に遊び、行きて謁見し、弟子の礼を取れり。これも詩文の風李王を学び、徂徠の説を宗とする故に、亀井は同調相合する者なり。その人は篤実の君子なるべし」（『儒林評』）

## 伝記
- 荒木見悟 『島田藍泉伝』ぺりかん社、2000年